# Al-Hàssan ibn Zayd
Al-Hàssan ibn Zayd ibn Muhàmmad ibn Ismaïl ibn al-Hàssan ibn Zayd ad-Daï al-Kabir (àrab: الحسن بن زيد بن محمد بن إسماعيل بن الحسن بن زيد بن الحسن بن علي المعروف باسم الداعي الكبير, al-Ḥasan b. Zayd b. Muḥammad n. Ismāʿīl b. al-Ḥasan b. ʿAlī ad-Dāʿī al-Kabīr), més conegut, senzillament, com al-Hàssan ibn Zayd o com ad-Daï al-Kabir, ‘el Gran Daï’ (? - 883/884), fou un membre de la família alida descendent d'al-Hàssan ibn Zayd ibn al-Hàssan ibn Alí ibn Abi-Tàlib. Fou el fundador de la dinastia alida zaydita del Tabaristan (864-884).
Al-Hàssan s'havia establert a Rayy, al límit del Tabaristan i portava el títol de sàyyid (‘senyor’) i ad-daï al-kabir (‘el gran daï’). El 864, a causa de l'opressió del govern tahírida a la regió (el governador tahírida es volia apoderar-se de les terres comunals de pastura), es va produir una rebel·lió a Čalus i Kalar. Sota consell del daï local alida del Tabaristan, els rebels van enviar una delegació a Rayy i van convidar a Hàssan a assolir la direcció de la revolta i el van proclamar sobirà. Hàssan va adoptar el nom de regne d'al-Da'i ila l-Haqq, i aviat va aconseguir expulsar al tahírida Sulayman ibn Abd-Al·lah derrotant les forces tahírides i conquerint Amol i Sari i va transferir la capital des de Sari, residència del governador tahírida, a Amol, més propera a la regió on tenia més suport. Tanmateix va rebre el reconeixement del sobirà local Wahsudan ibn Djustan (vegeu djustànides) de Daylam, segurament el 865 però al cap d'un temps ambdós es van enemistar; a Wahsudan el va succeir aleshores el seu fill Djustan III ben Wahsudan que tenia bones relacions amb al-Hàssan ben Zaid i el va invitar a enviar representants a Daylam.
Durant el seu regnat fou expulsat tres vegades del Tabaristan per invasors. La primera el 865 en un contraatac del tahírida Sulayman, que no va durar; mentre va trobar refugi a les inaccessibles muntanyes del Daylam fins que aviat va recuperar el seu domini; amb l'ajuda d'al-Hàssan, Djustan III va ocupar Rayy als tahírides, i es va apropiar després de Kazwin i Zandjan (vers 866). El 867 el califa al-Mutazz va enviar un fort exèrcit dirigit per Musa ben Bugha que va recuperar Rayy, Kazwin i Zandjan. El 867 Hàssan conquerí per primer cop el Gurgan. La segona expulsió fou el 869 pel general abbàssida Muflih, l'atac del qual no va durar; altre cop Hàssan va trobar refugi a les inaccessibles muntanyes del Daylam fins que va poder contraatacar i recuperar el seu regne. Hàssan va conquerir Gurgan per segona vegada (871). Wahsudan va morir vers el 872 i el seu fill Djustan III, que ja tenia el poder, va fer llavors un intent de recuperar Rayy que va fracassar, i va mantenir l'aliança amb al-Hàssan. El 873 va conquerir Kumis però aviat es va perdre. I la tercera el 874 pel saffàrida Yaqub ibn al-Layth que havia iniciat una expedició al Tabaristan, però no va poder fer front i tot i l'ajut de Djustan III es va haver de retirar cap a Daylam als dominis de Djustan; unes pluges de gran importància van impedir a les forces saffàrides continuar la seva marxa i es van retirar i Hàssan va recuperar el Tabaristan i Gurgan on va restar en pau fins al 880.
El 880 Ahmad ibn Abd Allah va envair el Gurgan i en va conquerir una part. Hàssan dirigia la lluita però durant aquesta un altre membre de la casa dels alides, que volia accedir al poder, va fer córrer el rumor que Hàssan havia mort o estava malferit. Poc després Hàssan va tornar i l'usurpador fou derrotat i executat. Amb el domini al Gurgan consolidat en va donar el govern al seu germà Muhammad ibn Zayd.

Hàssan va morir a Amol el 883/884 i el va succeir el seu germà Muhammad ben Zaid conegut com al-da'i al-Saghir o Muhammad al-Da'i ila l-Haqq, que era governador de Gurgan, al que Djustan III va fer igualment submissió. Però a Amol el poder fou usurpat breument pel seu cunyat l'alida Abu l-Husayn Ahmad ibn Muhammad al-Kaim.

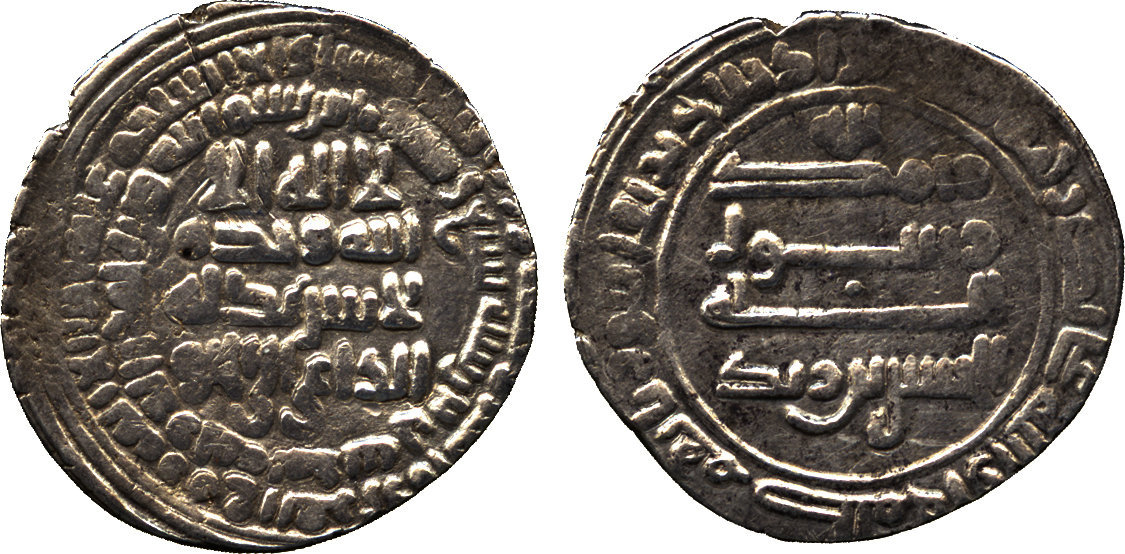
Dinars d'al-Hàssan ibn Zayd
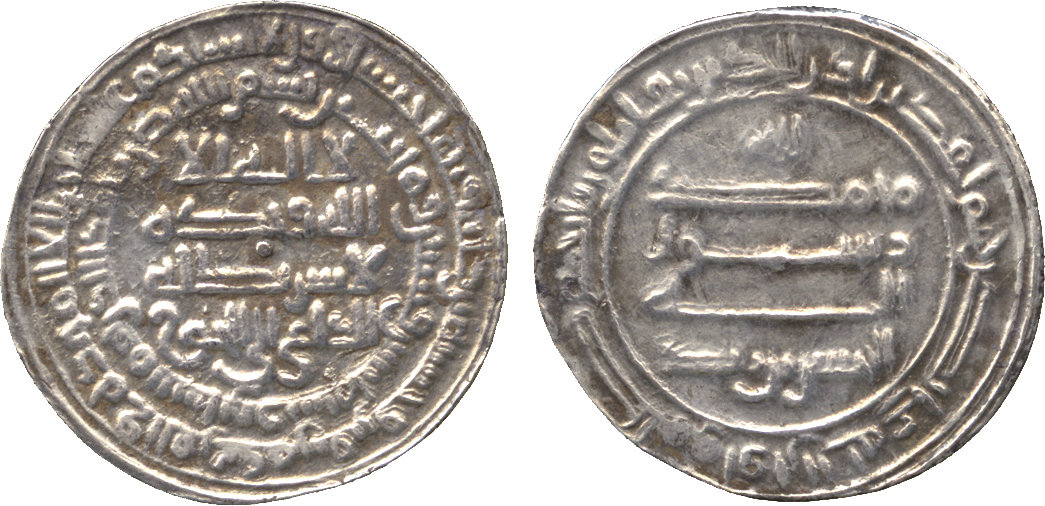
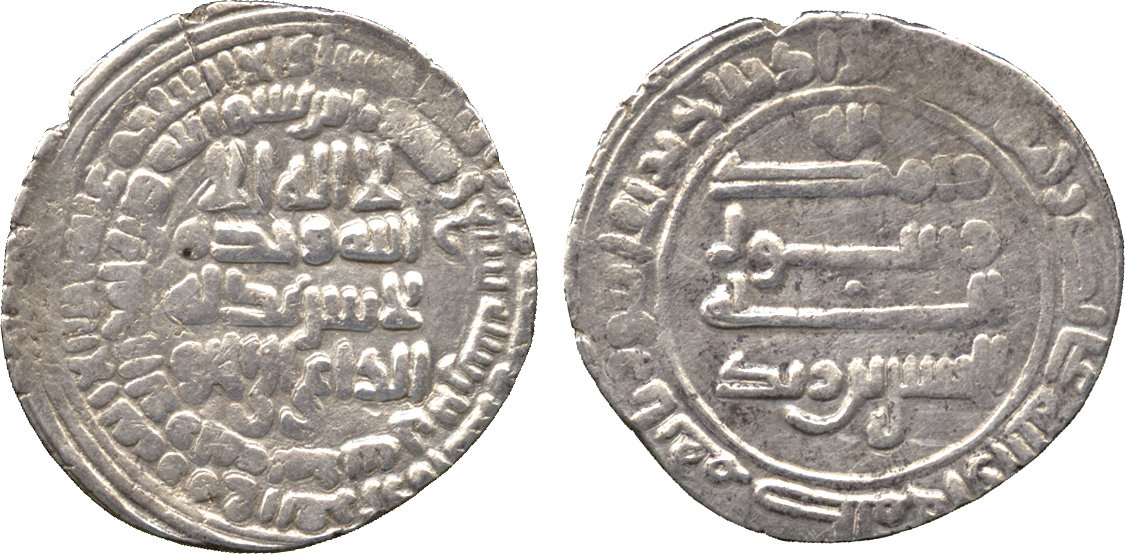
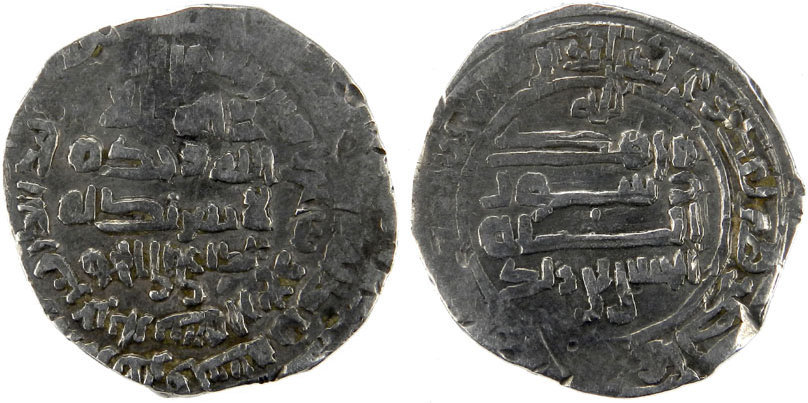
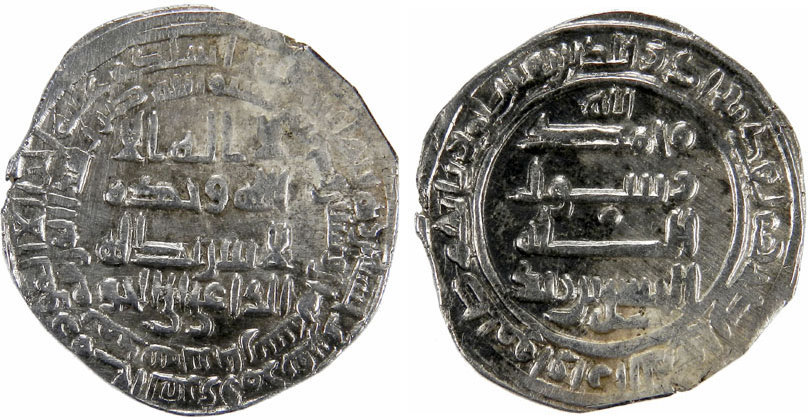